# Смендес II
Смендес II (д/н — 990 до н. е.) — давньоєгипетський політичний діяч, верховний жрець Амона у Фівах та фактичний володар Верхнього Єгипту в 992—990 роках до н. е.

## Життєпис
Походив з роду Герігора. Син Менхеперри, Верховного жерця Амона, і Ісетемхеб III, доньки фараона Псусеннеса I. Про дату народження нічого невідомо. Після смерті свого батька у 992 році до н. е. успадкував посаду Верховного жерця Амона і фактичного володаря Верхнього Єгипту.
Панування Смендеса II тривало 2 роки і залишило після себе дуже мало свідчень. Його ім'я не згадується у Манефона і збереглося тільки на бинтах мумії Псусеннеса I та на декількох браслетах загорнутих серед них.
Також зберігся напис від імені Смендеса II, що написаний на Десятому пілоні храму в Карнаці, згідно з яким його вдові Хентуттауї гарантувалися права на його власність. Крім того, згідно з Фліндерсом Петрі, цьому жерцеві належала невелика бронзова статуя, яка тепер зберігається в колекції Королівського музею в бельгійському місті Мерімонте, проте інші дослідника відносять її до Верховного жерця Смендеса III з XXII династії.
Помер у 990 році до н. е. Його владу успадкував брат Пінеджем II.

## Родина
1. Дружина — Хенуттауї II, донька фараона Псусеннеса I
Діти:
- Ісетемхеб

2. Дружина — Тахентджехуті
Діти:
- Несіхонса, дружина Пінеджема II